# マツモトキヨシ東日本販売
株式会社マツモトキヨシ東日本販売（マツモトキヨシひがしにほんはんばい）とは、宮城県仙台市青葉区に本社を置く、株式会社マツモトキヨシグループの100%子会社であり、東日本を中心に店舗を展開する「マツモトキヨシ」や「ダルマ」を統括している。略称はMK東（エムケイひがし）またはマツキヨ東日本（マツキヨひがしにほん）。

## 概要

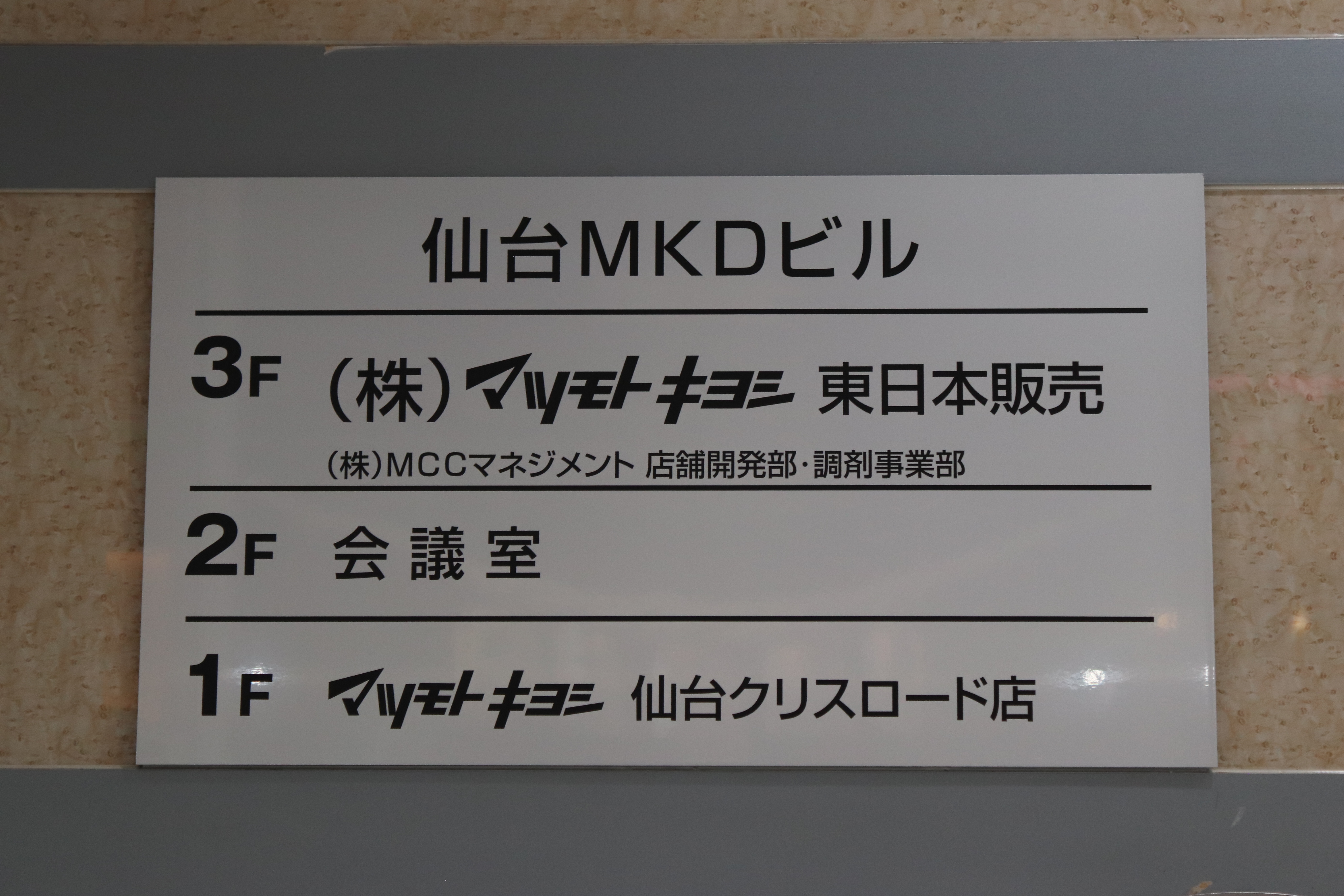
本社が入居する仙台MKDビルの案内板（2023年7月）

本拠地の宮城県の全店舗をはじめ、東日本を中心に北海道・青森県・岩手県・秋田県・山形県・福島県・栃木県・群馬県・新潟県の一部の「マツモトキヨシ」や「ダルマ」の店舗運営・統括にあたる。
東北・北海道・北関東地区のマツモトキヨシ直営店舗が、徐々にマツモトキヨシ東日本販売の運営に移行している。このうち、70店舗は2008年7月1日に吸収分割方式で一斉に譲受。その後に開業したマツモトキヨシ店舗は、ほぼすべてがマツモトキヨシ東日本販売の運営となっている。
東日本地区の販売強化が狙い。実質的にマツモトキヨシ直営店舗と変わらないがレシートクーポンキャンペーンなどで独自企画を行うことも多く、地域の特性に応じてキメの細かい店舗運営が行われている。
地域により、出店展開が著しく異なり、福島県のように郊外型オープンモール内中心の展開をしているところもあれば、宮城県のように仙台市のみでなおかつ仙台駅近隣にのみ集中出店しているところもある(ただし、2010年6月1日、岩沼市にセラビ岩沼店が開店し、仙台市外進出を果たした。
店舗はファーマシー型（薬店）と郊外型（ドラッグストア）に分けられる。調剤薬局においては店舗単独での展開はあまりなく、店舗併設型での設置がほとんどである。
なお、調剤薬局併設型店舗はかつて数多く存在していたが、薬事法改正による薬剤師の不足によって調剤業務が廃止された店舗が多い。
現在調剤業務を行っている店舗は、単独店舗として、ダルマ木町通調剤店、足利本城店のみ。併設店舗として、関東では熊谷駅ビル店、越谷東大沢店、江戸崎店、牛堀ララルー店。東北では仙台中央通り店、仙台クリスロード店とエスパル福島店のみ（いずれもマツモトキヨシ東日本販売管轄内、FC含まず） 。
ごく最近では、いわゆるショッピングモールやスーパーマーケット内部のテナント形式のインショップ型の展開が目立っている。
これは東北地域においてもともと顕著であり、ファーマシーの多くは駅ビル内テナントとして、郊外型ドラッグストアはSCやSMのテナントもしくは敷地内に設置される場合が多く単独立地型ではほとんど店舗展開していない（一部を除く）。なお、東北6県の主要都市の駅ビル内にはほぼ当社の店舗が例外なく設置されている。
2013年からはダルマ薬局が運営する「ダルマ」の店舗の一部が、2014年からは示野薬局が運営する「シメノドラッグ」の店舗の一部が順次「マツモトキヨシ」へブランド転換した店舗も見られ、宮城県を含めた東北地方の一部や石川県では当社とグループ会社の2社による運営となっていた。その後、ダルマ薬局については2015年10月1日にマツモトキヨシHDにおける連結子会社の経営効率化を図る再編のため吸収合併して運営会社を統一するとともに、同社が岩手県・宮城県・栃木県に展開していた「ダルマ」の運営を引き継いだ。また、ダルマ調剤薬局は、ダルマブランドの調剤店という扱いになった(該当するのは、旧ダルマ調剤薬局木町通店→ダルマ木町通調剤店)。
また、2015年に入り出店地域の再編が行われ、長野県・石川県・福井県に於ける当社の運営店舗が他グループ会社に運営を移管されたほか、福島県は当社の運営に統一された。

## 沿革
- 2006年
  - 10月4日 - 東日本エリアにおける地域密着型店舗運営を目的として、マツモトキヨシの完全子会社という形で、株式会社エムケイ東日本販売設立。
  - 11月 - 運営の1号店として、岩手県に店舗を開店。
- 2007年10月1日 - 株式移転により持株会社「株式会社マツモトキヨシホールディングス」を設立し、同社の完全子会社となる。これにより、マツモトキヨシとは資本上兄弟会社となる。
- 2008年7月1日 - 吸収分割により、マツモトキヨシ直営店70店舗の運営をマツモトキヨシ東日本販売が譲受。
- 2009年
  - 10月29日 - 本拠地である宮城県の店舗としては5店舗目となるララガーデン長町店（No.6813号店）を開店。
  - 11月20日 - 秋田市にイオンモール秋田店（No.6814号店）を開店。
- 2010年
  - 4月1日 - マツモトキヨシ東日本販売の運営を担う千葉県の店舗をマツモトキヨシ本体が吸収分割により承継。
  - 6月1日 - 宮城県では仙台市外初の店舗として岩沼市にセラビ岩沼店（No.6817号店）を開店。
- 2011年
  - 4月1日 - 福島県では福島市内初の郊外型店舗としてみどり書房・TSUTAYA（MIDORI PARK TSUTAYA)・エクセルシオール福島南店敷地内に福島南店（No.6821号店）を開店。マツモトキヨシ東日本販売店舗のなかで最大の売場面積（362坪）。店内にカフェコーナーを初めて設置し、飲料やカップラーメンの自動販売機を設置。
  - 4月27日 - 東日本大震災での被災に伴い、仙台駅前店（No.6760号店）が閉店（事実上は、同年4月1日から店舗を閉じていたが、同日付で正式に閉店）。
  - 7月23日 - 仙台市太白区2店舗目、みやぎ生協併設店舗としても2店舗目となるコープ柳生町店（No.6824号店）を開店。
  - 8月5日 - 福島市内3店舗目、福島西店（No.6825号店）を開店。
  - 10月27日 - 新・仙台駅前店（No.6827号店）が開店。事実上、閉鎖された「仙台駅前店（No.6760号店）」が再開される形となる。
  - 12月8日 - 明石台店（No.6829号店）が開店。こちらも、みやぎ生協敷地内併設店舗となる。
- 2012年
  - 4月1日 - グループ内における地域販売会社としての位置づけをより明確にするため、株式会社マツモトキヨシ東日本販売に商号変更。
  - 6月17日 - 仙台駅東口店（No.6792号店）が、仙台東口地区の再開発に伴い一時閉店。
- 2013年6月1日 - 福島市内4店舗目、福島笹谷店（No.6840号店）を開店。ダルマ薬局による「ダルマ」からマツモトキヨシに移行し開店した初の事例（他の転換店舗は、ほとんどがダルマ薬局による運営だった）。
- 2014年4月1日 - ダルマ薬局の本社移転に合わせ、同社が運営するマツモトキヨシ仙台クリスロード店が入居する仙台MKDビルに本社を移転。
- 2015年
  - 3月7日 - 長野県のMIDORI長野店が改装オープンに伴ってグループ会社のマツモトキヨシ甲信越販売へ移管。
  - 7月1日 - 長野県のMIDORI松本店の運営をグループ会社のマツモトキヨシ甲信越販売に移管し、石川県の金沢駅西口店、アピタタウン金沢ベイ店、そして福井県のプリズム福井の運営をグループ会社の示野薬局に移管。これにより、長野県はマツモトキヨシ甲信越販売の運営に、石川県は示野薬局にそれぞれ統一される（福井県にはFC運営店舗が1店舗ある）。また、マツモトキヨシ甲信越販売が運営していた福島県のドラッグマックス会津門田店を「マツモトキヨシ」へブランド転換した上で当社へ移管。これにより、福島県は当社運営に統一される。
  - 10月1日 - ダルマ薬局を吸収合併すると同時に、同社が展開していた「ダルマ」及び「マツモトキヨシ」の運営を引き継ぐ。
- 2021年10月1日 - 経営統合によるグループ再編に伴い、親会社が株式会社マツモトキヨシグループに変更。

## 店舗
2015年10月現在の店舗数は「マツモトキヨシ」130店舗、「ダルマ」36店舗の計166店舗で、地域毎の店舗数は以下の通り。「ダルマ」の展開エリアである岩手県・宮城県・栃木県以外の地域は全て「マツモトキヨシ」のみ。
- 北海道 - 3店舗
- 東北地区 - 85店舗
  - 青森県 - 4店舗
  - 岩手県 - 12店舗（「マツモトキヨシ」11店舗、「ダルマ」1店舗）
  - 宮城県 - 49店舗（「マツモトキヨシ」19店舗、「ダルマ」30店舗）
  - 秋田県 - 3店舗
  - 山形県 - 3店舗
  - 福島県 - 15店舗
- 北関東地区 - 72店舗
  - 栃木県 - 41店舗（「マツモトキヨシ」40店舗、「ダルマ」1店舗）
  - 群馬県 - 31店舗
- 信越地区 - 6店舗
  - 新潟県 - 6店舗
    - CoCoLo東店、CoCoLo万代店、CoCoLo長岡店、フレスポ新潟赤道店、紫竹山店、小千谷店のみ。そのほかの店舗はマツモトキヨシ甲信越販売の運営

店舗の詳細はマツモトキヨシ公式サイトの店舗リスト（マツモトキヨシ店舗リスト、ダルマ店舗リスト）を参照のこと。